# Three Rivers (Engeland)
Three Rivers is een Engels district in het shire-graafschap (non-metropolitan county OF county) Hertfordshire en telt 93.000 inwoners. De oppervlakte bedraagt 89 km². Hoofdplaats is Rickmansworth.
Van de bevolking is 16,5% ouder dan 65 jaar. De werkloosheid bedraagt 2,2% van de beroepsbevolking (cijfers volkstelling 2001).

## Plaatsen in district Three Rivers
- Maple Cross
- Moor Park
- Rickmansworth
- South Oxhey

## Civil parishesin district Three Rivers
Abbots Langley, Chorleywood, Croxley Green, Sarratt, Watford Rural.